# Diecéze Zuri
Diecéze Zuri je titulární diecéze římskokatolické církve. 

## Historie
Zuri, identifikovatelné s Aïn-Djour v dnešním Tunisku, bylo starobylé biskupské sídlo nacházející se v římské provincii Africa Proconsolare. Bylo součástí sufragánní arcidiecéze Kartágo. Jediným známým biskupem je Paulin, který se roku 411 zúčastnil koncilu v Kartágu, kde se sešli biskupové a donatisté Afriky.
Dnes je využíván jako titulární biskupské sídlo; současným titulárním biskupem je Guerino Di Tora, pomocný biskup Říma.

## Seznam biskupů
- Paulin (zmíněn roku 411)

## Seznam titulárních biskupů
- 1929 – 1958 Franz Joseph Fischer
- 1961 – 1967 Auguste-Callixte-Jean Bonnabel
- 1968 – 2009 Jean Jadot
  - 2009 – 2009 Gerhard Wagner (rezignace)
- od 2009 Guerino Di Tora